# Mabaruma
Mabaruma är en stad i regionen Barima-Waini i nordvästra Guyana. Staden hade 1 254 invånare vid folkräkningen 2012. Den är huvudort i regionen Barima-Waini och ligger nära gränsen till Venezuela, cirka 235 kilometer nordväst om Georgetown.